# Korona Tudorów

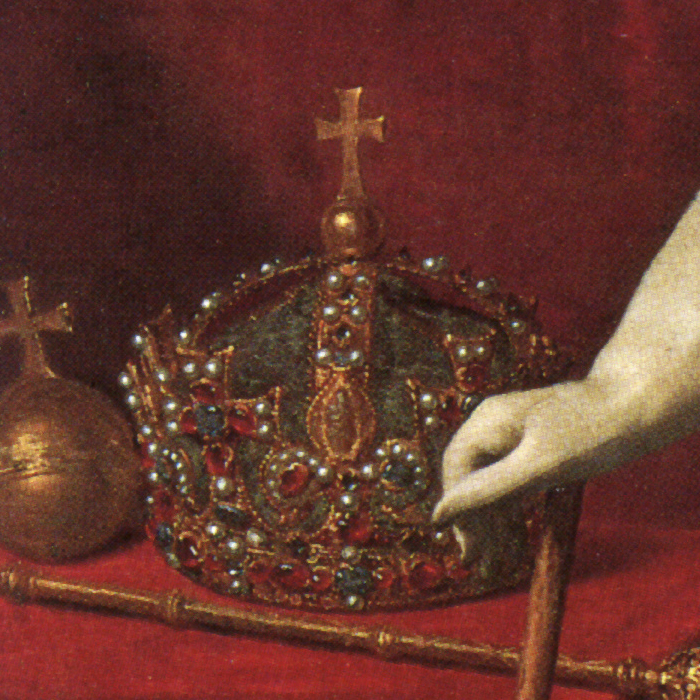
Korona Tudorów na portrecie Karola I Stuarta autorstwa Daniëla Mijtensa, 1631

Korona Tudorów (znana również jako korona Henryka VIII) – korona imperialna i państwowa, używana przez monarchów Anglii i Wielkiej Brytanii od czasów Henryka VIII do angielskiej wojny Domowej w 1649 roku. Została opisana przez historyka sztuki sir Roya Stronga jako „arcydzieło wczesnej sztuki jubilerskiej Tudorów”, a jego forma została porównana do korony Świętego Cesarstwa Rzymskiego.

## Opis
Data produkcji jest nieznana, ale Henryk VII lub jego syn i następca, Henryk VIII, prawdopodobnie zamówili koronę. Po raz pierwszy udokumentowaną na piśmie w inwentarzu klejnotów Henryka VIII z 1521 roku, nazywając koronę „koroną królewską”. Bardziej wyszukana niż jej średniowieczna poprzedniczka, początkowo miała dwa łuki, pięć krzyży kawalerskich i pięć Fleur-de-Lis, i została ozdobiona szmaragdami, szafirami, rubinami, perłami, diamentami i w swoim czasie Rubinem Czarnego Księcia (duży spinel). W środkowych płatkach Fleur-de-Lis widniały obrazy Chrystusa, Najświętszej Maryi Panny i Świętego Jerzego, co wiązało się z pragnieniem Henryka VIII zapewnienia sobie pozycji głowy nowego Kościoła Anglikańskiego. Korona została wymieniona ponownie w latach 1532, 1550, 1574 i 1597.

## Przeznaczenie
Po śmierci Elżbiety I i końcu dynastii Tudorów, Stuartowie doszli do władzy w Anglii. Obaj Jakub I i Karol I, jak wiadomo nosili tę koronę. Po zniesieniu monarchii i egzekucji Karola I w 1649 r. Korona Tudorów została rozebrana, a jej cenne części sprzedano za 1100 funtów. Według spisu sporządzonego ze sprzedaży dóbr królewskich korona ważyła 3,3 kg (7 funtów, 6 uncji).

## Wykorzystanie w heraldyce
Od 1902 do 1953 roku, stylizowany wizerunek korony był używany w herbach, emblematach, logotypach i różnych innych insygniach na całym terytorium Imperium brytyjskiego aby symbolizować Koronę i królewski autorytet monarchy.

## Replika
W 2012 roku na podstawie badań przeprowadzonych przez Historic Royal Palaces, została wykonana dokładna kopia korony przez emerytowanego królewskiego jubilera Harry'ego Collinsa, używając autentycznych technik obróbki metali Tudorów i 344 pereł i kamieni szlachetnych. Można ją oglądać jako część wystawy w Kaplicy Królewskiej w Pałacu Hampton Court.

## W literaturze
Sherlock Holmes odnajduje utraconą koronę w Rytuale Musgrave napisaną przez sir Arthura Conan Doyle’a, opublikowanym w czasopiśmie „The Strand” w 1893 roku.